# Orgelbaumuseum Klosterhäseler
Het Orgelbaumuseum Klosterhäseler is een museum in Klosterhäseler in de Duitse deelstaat Saksen-Anhalt.
De collectie bestaat uit gereedschappen uit de orgelbouw, orgelonderdelen en modellen die de luchtdruk in orgels laten zien. Er staan vitrines opgesteld en er staat een orgelpositief zonder kast waarmee de mechanische werking van een orgel nagebootst kan worden. Een deel van de collectie is afkomstig uit het Thüringer Orgelmuseum dat zich voorheen in Bechstedtstraß bevond.
Het museum bevindt zich in de crypte van een cisterciënzerklooster in het slot van Klosterhäseler en wordt beheerd door de lokale vereniging Hasseltal. Van 1855 tot 1892 bevond zich in dit klooster de orgelwerkplaats van Heerwagen. De tentoonstelling kan alleen op vooraanmelding bezocht worden en tijdens openmonumentendag (Tag des offenen Denkmals).

## Impressie

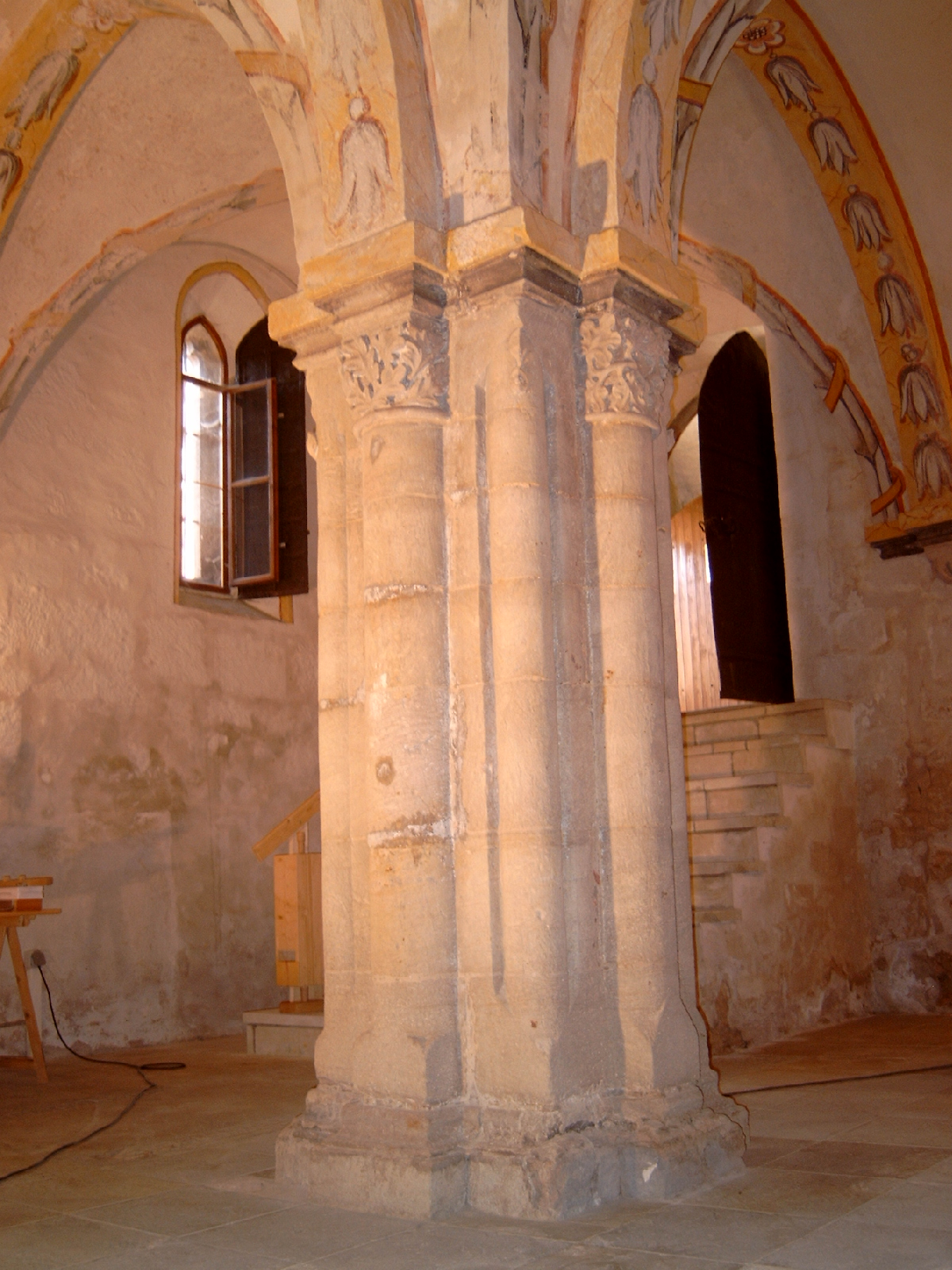
Zuil in het klooster
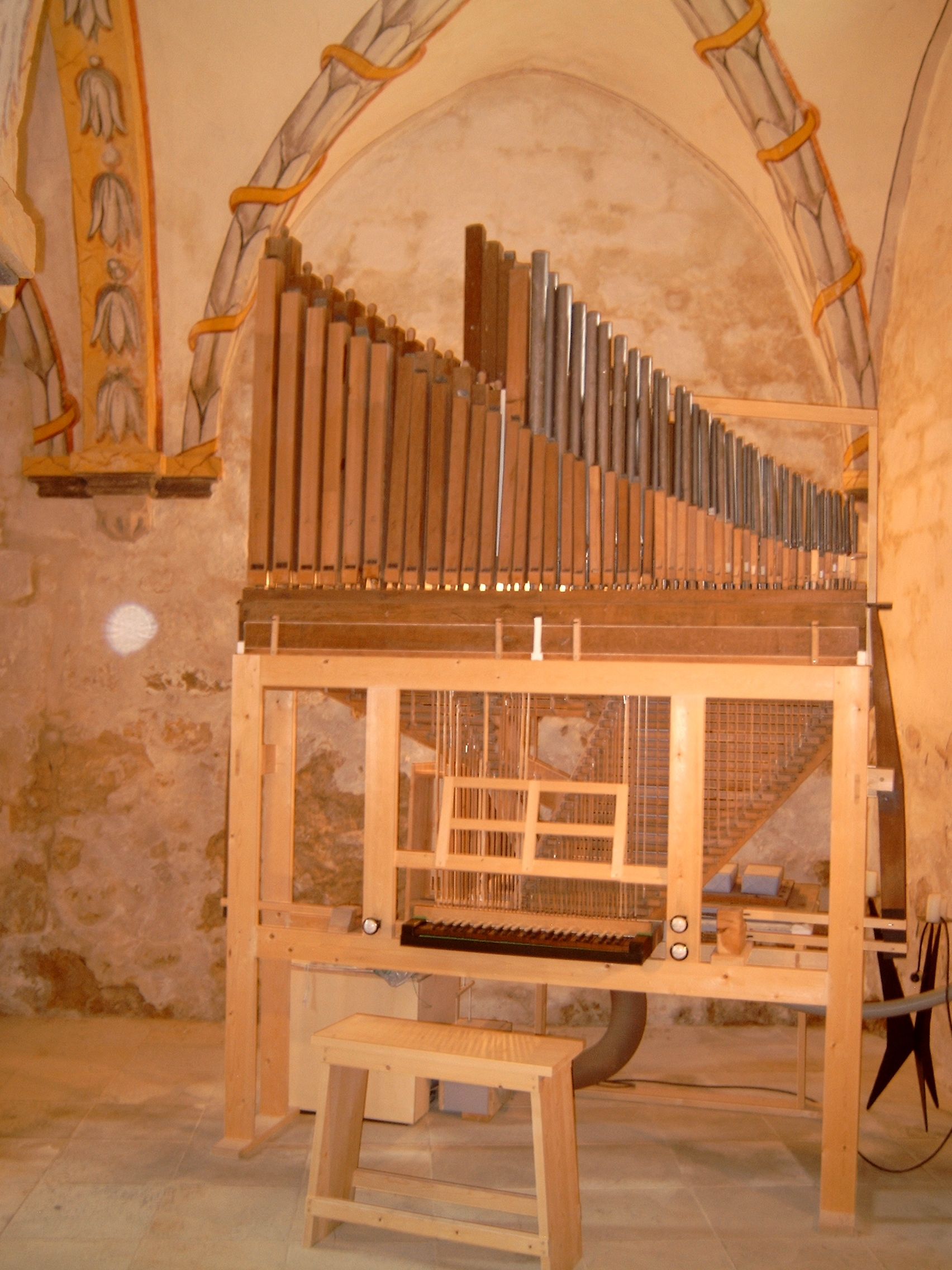
Orgelpositief van Voigt, Lossa, 1850
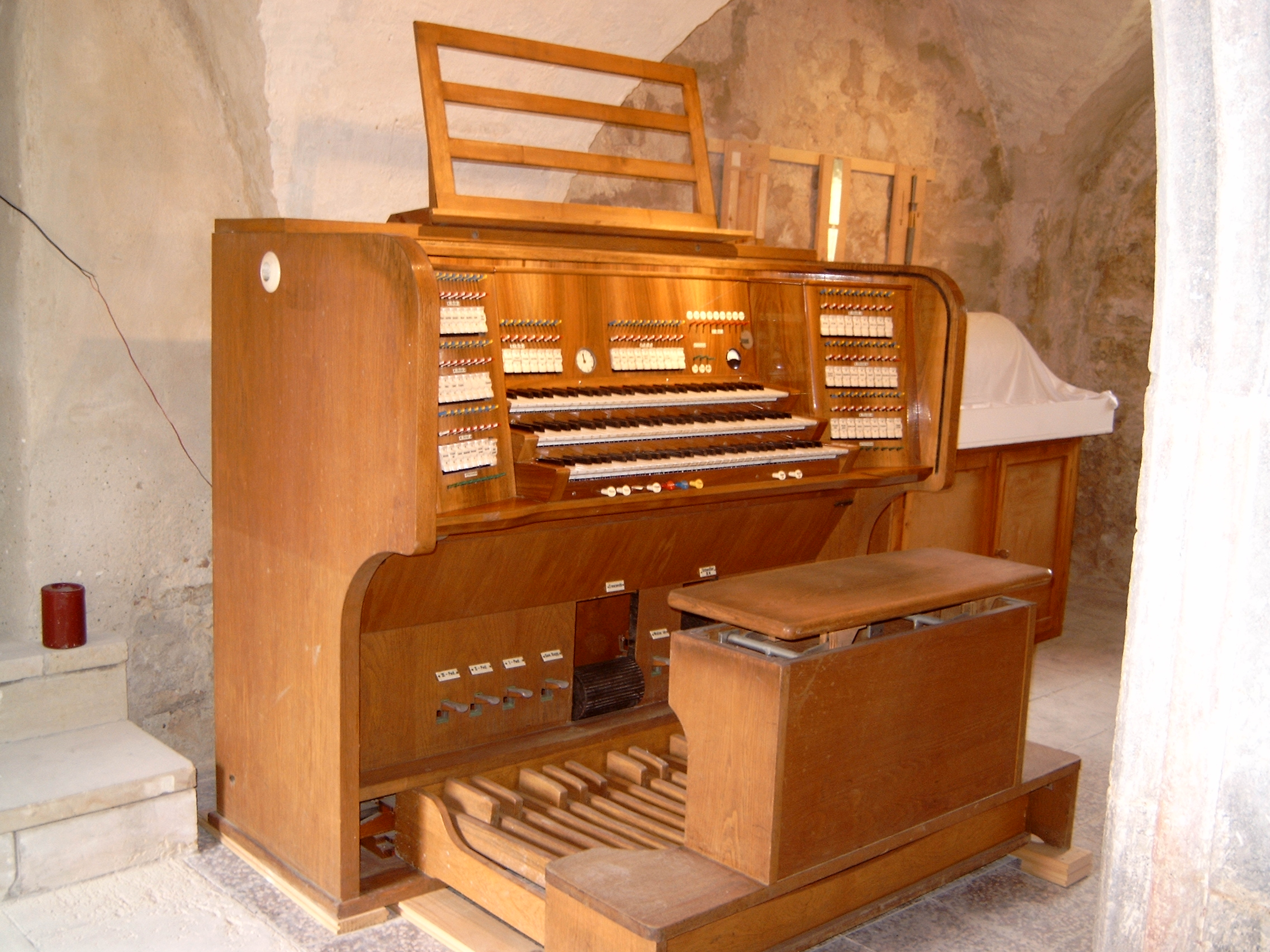
Elektrische speeltafel van W. Sauer, 1964
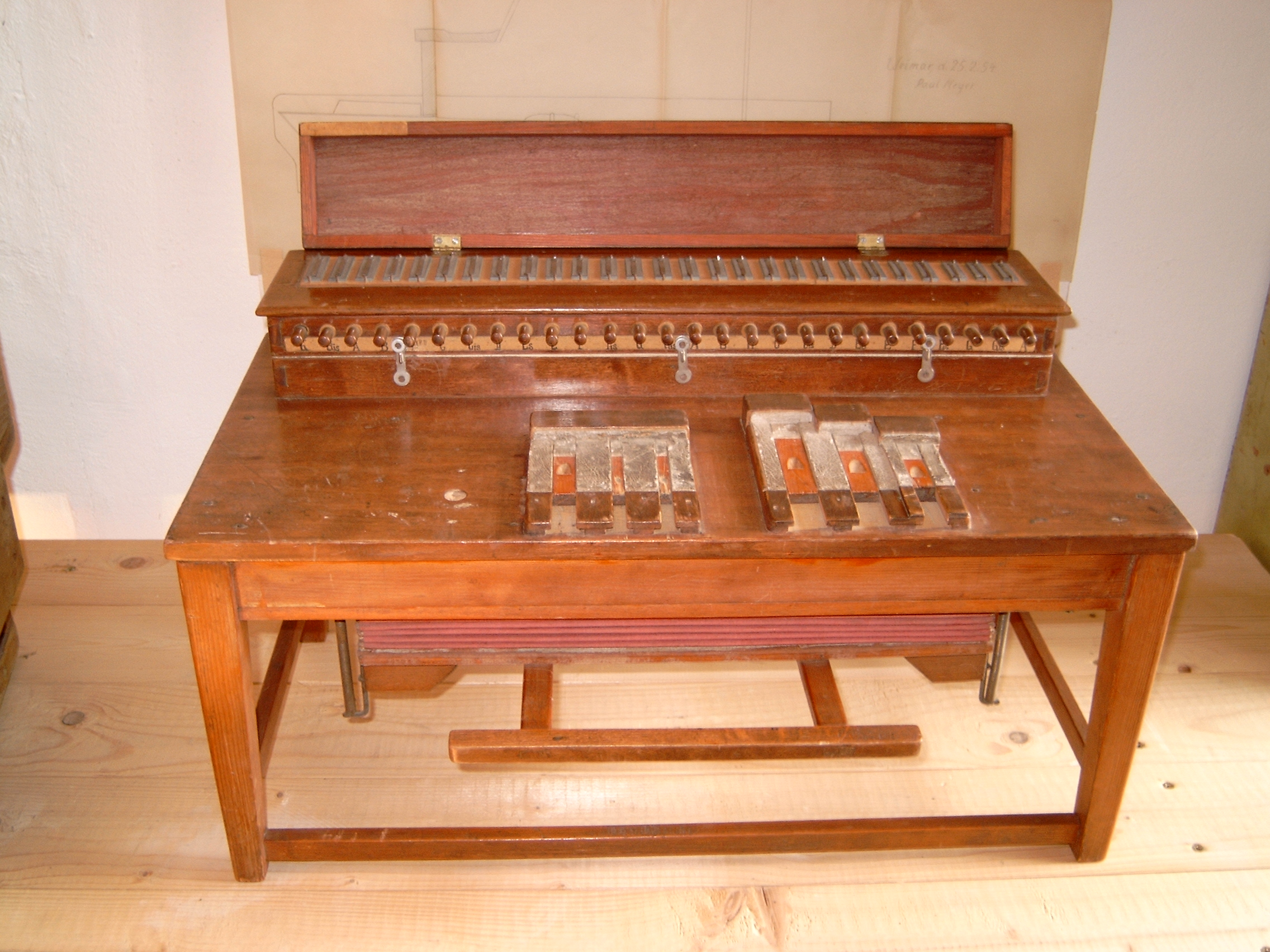
Intoneerlade voor tongen
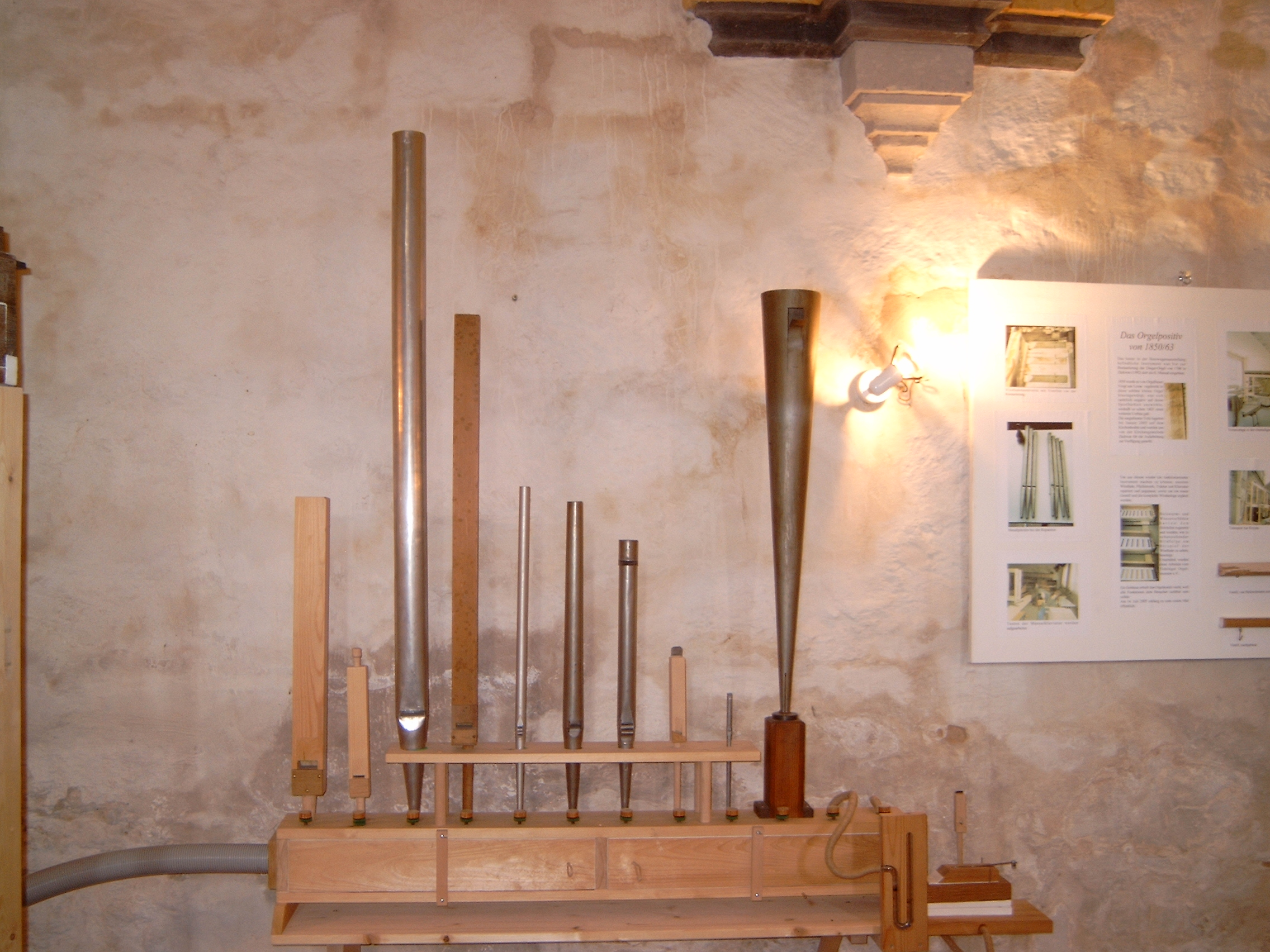
Probeerbalk voor orgelpijpen
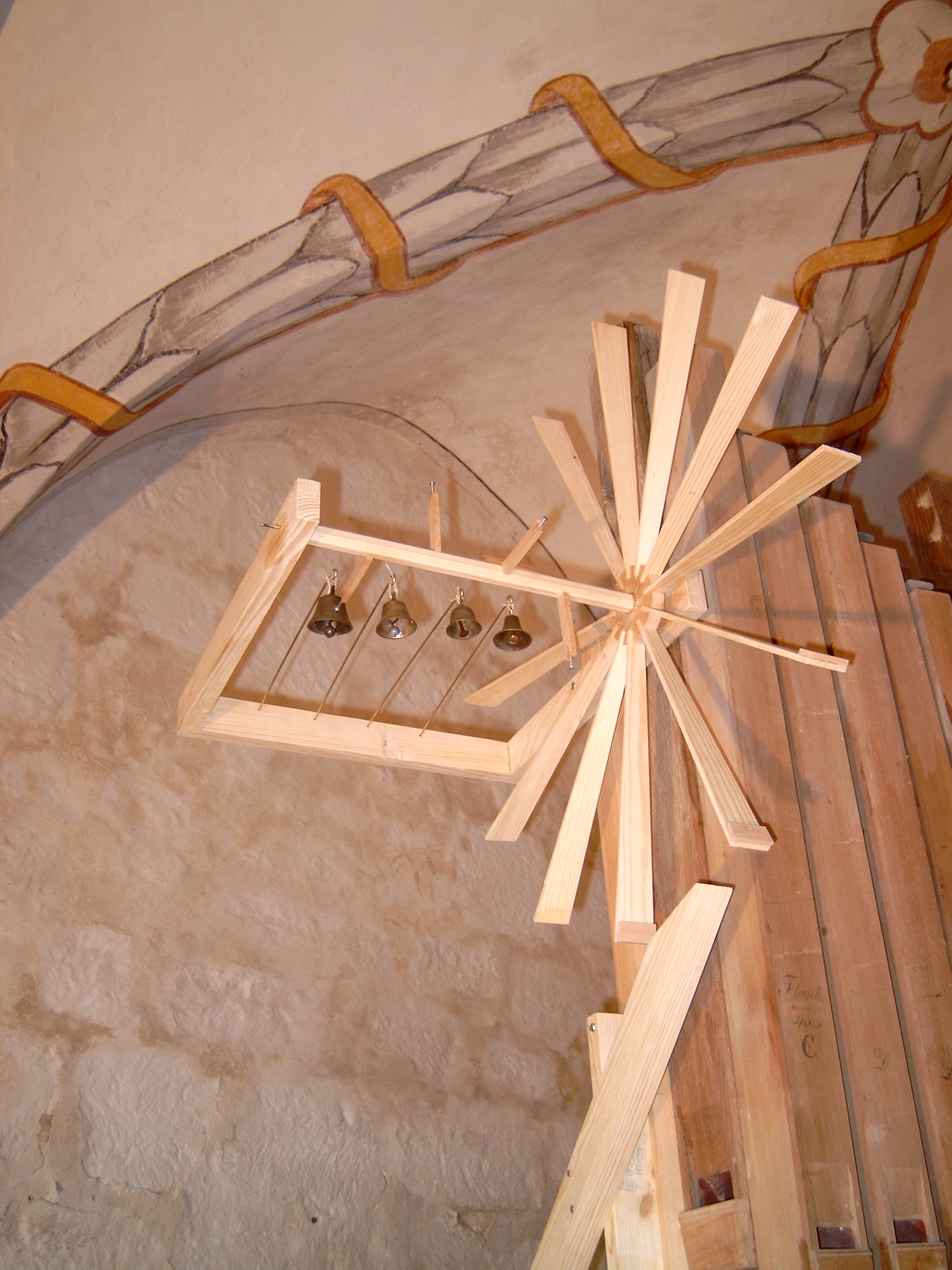
Cymbelster